# Episodi di Beavis and Butt-head (nona stagione)
La nona stagione della serie animata Beavis and Butt-head, composta da 23 episodi, è stata trasmessa negli Stati Uniti, da Paramount+, dal 4 agosto al 13 ottobre 2022.
In Italia la stagione è stata interamente pubblicata il 13 aprile 2023 su Paramount+.
Questa stagione rappresenta in realtà un reboot della serie, e non un revival, come erroneamente riportato in alcuni siti; per cui di fatto questa è la prima stagione di una nuova serie a sé, e non la continuazione (la nona) di una serie creata in precedenza. Tornano gli alter-ego del duo, provenienti da Beavis & Butt-Head alla conquista dell'universo: i Vecchi Beavis e Butt-head, e le versioni "Smart", che hanno alcuni episodi dedicati a loro.
Nella nuova serie il duo viene doppiato da Luca Ghignone e Davide Albano (mentre per il secondo lungometraggio le voci sono state di Luca Ravenna ed Edoardo Ferrario).
| nº | Titolo originale        | Titolo italiano          | Pubblicazione USA | Pubblicazione Italia |
| -- | ----------------------- | ------------------------ | ----------------- | -------------------- |
| 1  | Escape Room             | L'escape room            | 4 agosto 2022     | 13 aprile 2023       |
| 2  | The Special One         | Il prescelto             | 4 agosto 2022     | 13 aprile 2023       |
| 3  | Boxed In                | La scatola               | 4 agosto 2022     | 13 aprile 2023       |
| 4  | Beekeepers              | Gli apicoltori           | 4 agosto 2022     | 13 aprile 2023       |
| 5  | Roof                    | Il tetto                 | 11 agosto 2022    | 13 aprile 2023       |
| 6  | River                   | Il fiume                 | 11 agosto 2022    | 13 aprile 2023       |
| 7  | The New Enemy           | Un nuovo nemico          | 18 agosto 2022    | 13 aprile 2023       |
| 8  | The Doppelganger        | Il sosia                 | 18 agosto 2022    | 13 aprile 2023       |
| 9  | Nice Butt-Head          | Butt-head gentile        | 25 agosto 2022    | 13 aprile 2023       |
| 10 | Home Aide               | Il badante               | 25 agosto 2022    | 13 aprile 2023       |
| 11 | Virtual Stupidity       | Stupidità virtuale       | 1º settembre 2022 | 13 aprile 2023       |
| 12 | Locked Out              | Chiusi fuori             | 1º settembre 2022 | 13 aprile 2023       |
| 13 | Kidney                  | I reni                   | 8 settembre 2022  | 13 aprile 2023       |
| 14 | The Good Deed           | La buona azione          | 8 settembre 2022  | 13 aprile 2023       |
| 15 | Two Stupid Men          | Due uomini stupidi       | 15 settembre 2022 | 13 aprile 2023       |
| 16 | Freaky Friday           | Quel pazzo venerdì       | 15 settembre 2022 | 13 aprile 2023       |
| 17 | Weird Girl              | La strana ragazza        | 22 settembre 2022 | 13 aprile 2023       |
| 18 | Time Travelers          | Viaggiatori nel tempo    | 22 settembre 2022 | 13 aprile 2023       |
| 19 | Spiritual Journey       | Viaggio spirituale       | 29 settembre 2022 | 13 aprile 2023       |
| 20 | Refuse Service          | Servizio rifiutato       | 6 ottobre 2022    | 13 aprile 2023       |
| 21 | Downward Dumbass        | Imbecille a testa in giù | 6 ottobre 2022    | 13 aprile 2023       |
| 22 | The Most Dangerous Game | Il gioco più pericoloso  | 13 ottobre 2022   | 13 aprile 2023       |
| 23 | Bone Hunters            | Cacciatori di ossa       | 13 ottobre 2022   | 13 aprile 2023       |

## L'escape room
- Titolo originale: Escape Room
- Diretto da: Tom Smith
- Scritto da: Eden Dranger

### Trama
Beavis e Butt-Head prendono parte a un gioco di fuga dal vivo.

## Il prescelto
- Titolo originale: The Special One
- Diretto da: Tom Smith
- Scritto da: Lew Morton

### Trama
Beavis si avvicina ad un cassonetto in fiamme e spunta da esso "Fire" (il fuoco), il suo più grande mito, che lo sprona a compiere buone azioni.

## La scatola
- Titolo originale: Boxed In
- Diretto da: Michael A. Zimmerman
- Scritto da: Moss Perricone

### Trama
Beavis e Butt-Head si nascondono in una scatola per poter riprendersi dopo le lezioni il trapano sequestrato loro in classe.

## Gli apicoltori
- Titolo originale: Beekeepers
- Diretto da: Michael A. Zimmerman
- Scritto da: Greg Grabianski

### Trama
Beavis e Butt-head vogliono fare soldi vendendo miele in una fiera a Km0.

## Il tetto
- Titolo originale: Roof
- Diretto da: John Achenbach
- Scritto da: Lew Morton

### Trama
Beavis e Butt-head devono ritirare un pacco per il signor Anderson e finiscono sul suo tetto.

## Il fiume
- Titolo originale: River
- Diretto da: John Achenbach
- Scritto da: Jess Dweck

### Trama
Beavis e Butt-head vedono delle ragazze che fanno il bagno nel fiume, e vogliono raggiungerle.

## Un nuovo nemico
- Titolo originale: The New Enemy
- Diretto da: Geoffrey Johnson
- Scritto da: Sam Johnson e Chris Marcil

### Trama
Beavis e Butt-Head escogitano una trappola per i procioni che hanno preso loro i nachos.

## Il sosia
- Titolo originale: The Doppelganger
- Diretto da: Geoffrey Johnson
- Scritto da: Kristofor Brown

### Trama
Beavis incontra un chitarrista scambiandolo per Butt-head.

## Butt-head gentile
- Titolo originale: Nice Butt-Head
- Diretto da: Tom Smith
- Scritto da: Morgan Murphy

### Trama
Butt-head riceve farmaci per la sua aggressività e inizia a essere gentile.

## Il badante
- Titolo originale: Home Aide
- Diretto da: Tom Smith
- Scritto da: David Javerbaum

### Trama
Il Vecchio Beavis trova un lavoro e diventa l'aiutante domestico di Butt-head.

## Stupidità virtuale
- Titolo originale: Virtual Stupidity

### Trama
Beavis e Butt-head indossano degli occhiali da sole in un centro commerciale e sono convinti di trovarsi in un gioco di realtà virtuale.

## Chiusi fuori
- Titolo originale: Locked Out

### Trama
Beavis e Butt-head rimangono chiusi fuori casa e tentano nei modi più disparati di rientrare.

## I reni
- Titolo originale: Kidney

### Trama
Il Vecchio Beavis approfitta della temporanea assenza di Butt-head per poter sedersi sul suo posto nel divano e rimanervi; non andando mai in bagno (per non darla vinta all'amico che si riprenderebbe il posto), un suo rene scoppia e necessita di un donatore.

## La buona azione
- Titolo originale: The Good Deed

### Trama
Tom Anderson, credendo che il duo voglia sbarazzarsi di una cavalletta, dà loro del DDT liquido; Butt-head, leggendo "Spanish Fly" ("Mosca Spagnola") sul barile del veleno, crede che sia una bevanda per avere fascino sulle ragazze e conquistarle. 

## Due uomini stupidi
- Titolo originale: Two Stupid Men

### Trama
I Vecchi Beavis e Butt-head fanno parte di una giuria e devono stabilire se l'imputato sia innocente oppure colpevole. 

## Quel pazzo venerdì
- Titolo originale: Freaky Friday

### Trama
Beavis e Butt-head hanno visto "Freaky Friday" e a seguito di una botta in testa per ciascuno da parte di un uomo, al risveglio credono di essersi scambiati i corpi come nel film.

## La strana ragazza
- Titolo originale: Weird Girl

### Trama
Una ragazza introversa si innamora di Beavis, ma questi non la ricambia.

## Viaggiatori nel tempo
- Titolo originale: Time Travelers

### Trama
Beavis e Butt-head vanno in gita con la classe nel New Mexico, dove vi è il confine di Fuso orario; pertanto, credono erroneamente di andare un'ora in avanti (mentre in realtà è un'ora indietro), e di trovarsi così nel futuro.

## Viaggio spirituale
- Titolo originale: Spiritual Journey

### Trama
Beavis trova una patatina sulla quale sembra raffigurato il volto di Gesù e decide di trovare una risposta al perché "non riesca a farlo".

## Servizio rifiutato
- Titolo originale: Refuse Service

### Trama
Beavis e Butt-head si rifiutano di servire i clienti al Burger World.

## Imbecille a testa in giù
- Titolo originale: Downward Dumbass

### Trama
Beavis indossa dei pantaloni da yoga per diventare sexy, ma non riesce più a toglierli.

## Il gioco più pericoloso
- Titolo originale: The Most Dangerous Game

### Trama
Beavis e Butt-head aspettano che uno di loro si addormenti per mettergli la mano in una ciotola d'acqua e farlo urinare nel sonno.

## Cacciatori di ossa
- Titolo originale: Bone Hunters

### Trama
Beavis e Butt-head vengono a sapere che i fossili valgono più di un milione di dollari e decidono di trovarne qualcuno scavando nel loro giardino.